# Luciobarbus
Luciobarbus  es un género de peces de la familia ciprínidos, orden Cipriniformes.
Para otros ictiólogos Luciobarbus es un subgénero de Barbus, pues aunque existen diferencias entre ellos, no son lo suficientemente importantes como para disgregarlos.

## Generalidades
Sus especies se encuentran principalmente en torno a la región mediterránea. Su especie tipo es el mangar (Luciobarbus esocinus), para el que el género fue descrito por Heckel en 1843. El nombre científico hace referencia a la semejanza con el lucio. Se diferencia del género relacionado barbus, entre otras cosas por su forma más alargada y mayor tamaño, a lo que hace referencia su nombre científico.[cita requerida]
De las 9 especies ibéricas, 8 son endémicas y de éstas, 7 han sido reclasificadas recientemente dentro de este género.
Al igual que muchos otros ciprínidos, este género se incluyó en Barbus, de los que parecen ser parientes muy cercanos. Varias especies parecen haber evolucionado de un antecesor exclusivo de la actual península ibérica.[cita requerida] No está aclarado qué especies se incluyen en Luciobarbus. La UICN aboga por una mayor importancia del género, mientras que FishBase reconocía muchas menos especies.

## Especies
En espera de una revisión a fondo del género Barbus, algunas especies adicionales, como B. xanthopterus, que aún no han sido evaluadas por la UICN, también podrían ser incluidas aquí.
El género según investigaciones de trazabilidad sobre la base de las secuencias de cytochromo b, contiene 64 especies entre las que se encuentran según la UICN, FishBase y The Linnean Society of London y Biological Journal of the Linnean Society:
- Luciobarbus albanicus (Steindachner, 1870)
- Luciobarbus bocagei (Steindachner, 1865)
- Luciobarbus capito (Güldenstädt 1773)
  - Luciobarbus capito conocephalus (Kessler, 1872)
- Luciobarbus caspius (Berg, 1914)
- Luciobarbus comizo (Steindachner, 1864)
- Luciobarbus esocinus Heckel, 1843
- Luciobarbus graecus Steindachner, 1896
- Luciobarbus graellsii (Steindachner, 1866)
- Luciobarbus guiraonis (Steindachner, 1866)
- Luciobarbus kottelati Turan, Ekmekçi, Ilhan & Engin, 2008
- Luciobarbus lydianus (Boulenger, 1896)
- Luciobarbus microcephalus (Güldenstädt, 1773)
- Luciobarbus mursa (Güldenstädt, 1773)
- Luciobarbus pectoralis (Heckel, 1843)
- Luciobarbus sclateri (Günther, 1868)
- Luciobarbus steindachneri (Almaça, 1966)